# Marche Saint-Jean-Baptiste
La Marche Saint-Jean-Baptiste est une marche folklorique de l'Entre-Sambre-et-Meuse se déroulant au mois de juin de chaque année dans le village de Cour-sur-Heure, dans le Hainaut en Belgique.
C'est un pèlerinage pour saint Jean-Baptiste.

## Histoire
La marche voit le jour en 1959.

## Organisation
La date de la marche est fixée au dimanche le plus proche du 24 juin de l'année.
En 2016, elle n'est pas affiliée à l'Association des Marches Folkloriques de l'Entre-Sambre-et-Meuse.